# Incredible Crew
Az Incredible Crew (magyar fordításban Hihetetlen stáb) egy amerikai vígjátéksorozat, amelyet a Cartoon Network Studios és az N'Credible Entertainment közösen készített a Cartoon Network számára. A sorozatot alkotója Nick Cannon. Előbemutatója 2012. december 31-én volt az amerikai Cartoon Networkön, majd az igazi premierre 2013. január 24-én került sor.
A sorozat Amerikában TV-PG besorolást kapott.

## Szereplők
- Shauna Case
- Shameik Moore
- Tristan Pasterick
- Chanelle Peloso
- Jeremy Shada
- Brandon Soo Hoo

## Epizódok

### 1. évad
| Magyar bemutató | #  | Magyar cím | Angol cím                          |
| --------------- | -- | ---------- | ---------------------------------- |
|                 |    |            |                                    |
|                 | 01 |            | Lunch Boxing                       |
|                 |    |            |                                    |
|                 | 02 |            | Pancake Genie                      |
|                 |    |            |                                    |
|                 | 03 |            | Farting Grandpa                    |
|                 |    |            |                                    |
|                 | 04 |            | Magical Video Game Controller      |
|                 |    |            |                                    |
|                 | 05 |            | Candy Deodorant                    |
|                 |    |            |                                    |
|                 | 06 |            | Remote Control Broccoli            |
|                 |    |            |                                    |
|                 | 07 |            | Cheat Sheet Tacos                  |
|                 |    |            |                                    |
|                 | 08 |            | Super Duper Gross Things           |
|                 |    |            |                                    |
|                 | 09 |            | Face Jeans                         |
|                 |    |            |                                    |
|                 | 10 |            | Rodney Tape Face                   |
|                 |    |            |                                    |
|                 | 11 |            | Bunk Bed Mountain                  |
|                 |    |            |                                    |
|                 | 12 |            | Cardboard Robot vs. Tinfoil Lizard |
|                 |    |            |                                    |
|                 | 13 |            | Manners Shark                      |
|                 |    |            |                                    |

## Díjak és jelölések
| Év   | Díj                | Kategória                                           | Jelölt                                                                                        | Eredmény |
| ---- | ------------------ | --------------------------------------------------- | --------------------------------------------------------------------------------------------- | -------- |
| 2013 | Young Artist Award | Kiemelkedő zenés összhang egy televíziós sorozatban | Shauna Case, Shameik Moore, Tristan Pasterick, Chanelle Peloso, Jeremy Shada, Brandon Soo Hoo | Jelölve  |